# Глод (Дымбовица)
Глод (рум. Glod) — село в жудеце Дымбовица Румынии.

## География
Село расположено на расстоянии 102 км к юго-западу от Бухареста, 35 км к северу от Тырговиште, 47 км к югу от Брашова.

## Съёмки в «Борате»
Село известно тем, что сыграло роль казахского села в фильме «Борат». Жители получали по четыре доллара в день за съёмки, и им сказали, что фильм будет документальным фильмом о невзгодах сельской деревенской жизни. Позднее жители подали иск в суд из-за того, что их обманули, не сказав о чём фильм, однако иск был отклонён.

## Население
По данным переписи населения 2002 года в селе проживали 1508 человек.

### Национальный состав
| Национальность | Кол-во человек | Процент |
| -------------- | -------------- | ------- |
| Румыны         | 1506           | 99,9 %  |
| Не указано     | 2              | 0,01 %  |

### Родной язык
| Язык      | Кол-во человек | Процент |
| --------- | -------------- | ------- |
| Румынский | 1508           | 100 %   |